# Pinilla de los Moros
Pinilla de los Moros település Spanyolországban, Burgos tartományban. Pinilla de los Moros Salas de los Infantes, Barbadillo del Mercado, Jaramillo Quemado, Jaramillo de la Fuente és Vizcaínos községekkel határos. Lakosainak száma 33 fő (2024).

## Népesség
A település népessége az utóbbi években az alábbiak szerint változott:
| Lakosok száma | 48   | 44   | 40   | 42   | 48   | 38   | 39   | 35   | 40   | 33   |
|               | 2001 | 2004 | 2006 | 2009 | 2011 | 2014 | 2016 | 2019 | 2021 | 2024 |